# El Morche
El Morche (Malaga) est une ville qui fait partie de la municipalité de Torrox, dans la province de Malaga, en Andalousie, en Espagne. (El Morche est formé par La Carraca, Los Llanos, Güi et, comme son nom l'indique, par El Morche). Il a une grande plage et une promenade divisée en deux moitiés, séparées par le Dunas La Carraca et le ruisseau Manzano. Il est situé sur la côte, à environ 40 kilomètres à l'est de la capitale provinciale, accessible depuis la route de la Méditerranée et la N-340. C'est un habitat traditionnellement dédié à la pêche et à la culture de la vigne, des olives et des amandes, qui ont cédé la place au tourisme et à la production de fruits et légumes sous plastique, avec 2017 habitants en 3016. Frontières El Morche:
- Nord: Torrox
- Est: Conejito (Municipalité de Torrox)
- Sud: Méditerranée
- Ouest: Lagos (Municipalité de Vélez-Málaga)